# Fresne-lès-Reims
Fresne-lès-Reims  là một xã thuộc tỉnh Marne trong vùng Grand Est đông nam nước Pháp. Xã này nằm ở khu vực có độ cao trung bình 95 mét trên mực nước biển.